# Simulium fujianense
Simulium fujianense es una especie de insecto del género Simulium, familia Simuliidae, orden Diptera.
Fue descrita científicamente por Zhang-tao y Wang, 1991.